# Atlantic Ferries
Atlantic Ferries ist eine 2001 gegründete portugiesische Reederei und Nahverkehrsunternehmen mit Sitz in Carvalhal, die Fähren zwischen Setúbal und der Halbinsel Tróia im Liniendienst betreibt.

## Gründung und Besitzverhältnisse
Mit der Liberalisierung des europäischen Nahverkehrsmarktes Anfang der 2000er Jahre gründete der portugiesische Mischkonzern Sonae die Reederei Atlantic Ferries im Jahr 2001, um Leistungen im Segment der Fährdienste anbieten zu können. 2005 erhielt sie vom Hafenbetreiber APSS – Administração dos Portos de Setúbal e Sesimbra die Konzession für zwei Fährlinien zwischen Setúbal und der Halbinsel Troia, mit der sie den bisherigen Betreiber, die Reederei Transado, ablöste.

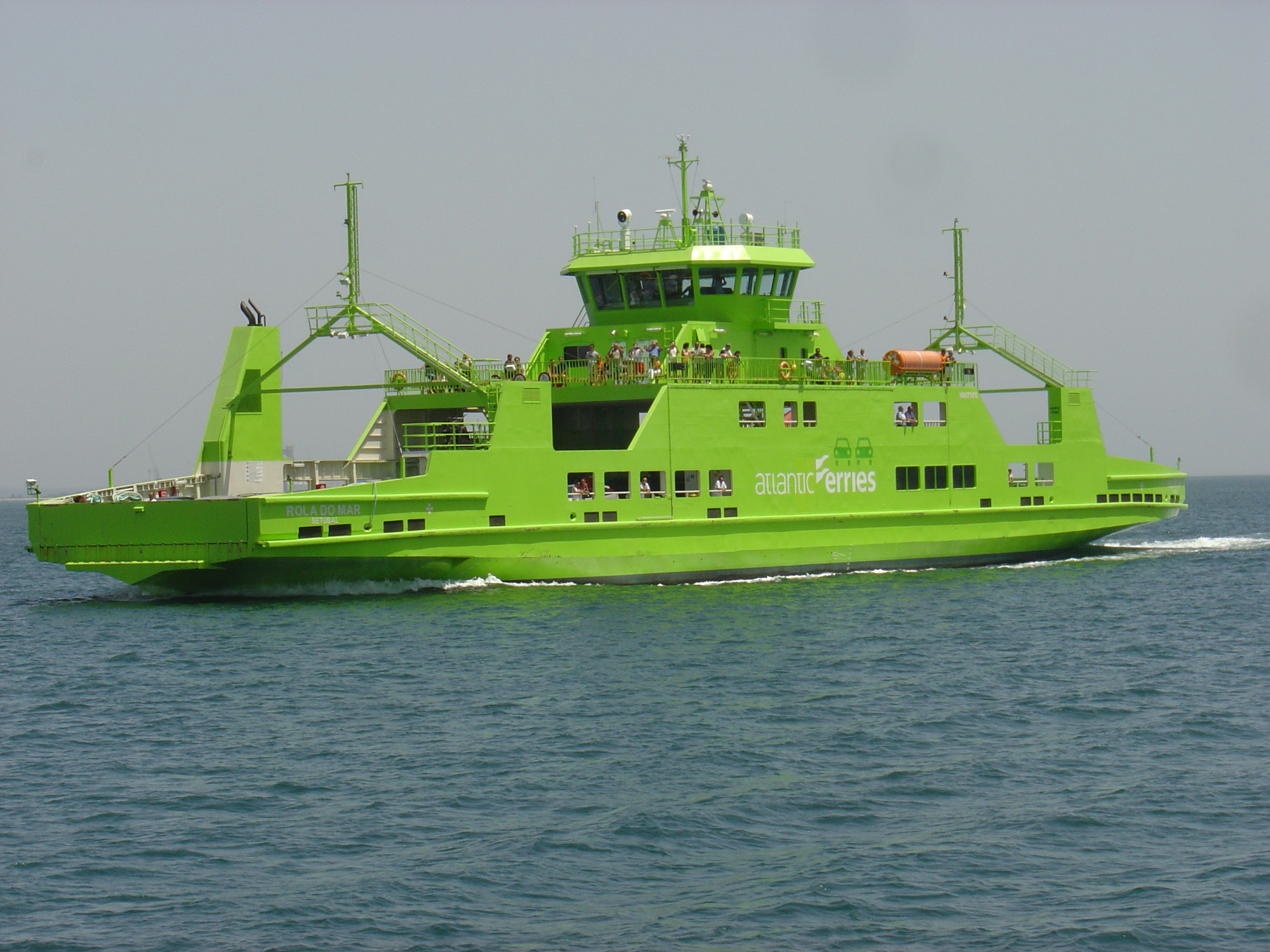
Doppelendfähre Rola da Mar

Der Vertrag hat eine Laufzeit über 15 Jahre, begann zum 8. Oktober 2007 und gilt bis 7. Oktober 2022. Beide Parteien können den Vertrag für jeweils fünf Jahre verlängern – zuletzt wurde eine Laufzeit bis 2032 vereinbart. Die Leistungen beinhalten den öffentlichen Transport von Passagieren, Fahrzeugen und Gütern im Mündungsgebiet des Flusses Sado zwischen Setúbal und Troia und sind Bestandteil des Nahverkehrs in der Metropolregion Lissabon. Die eine Linie verbindet den Pier 3 in Setúbal mit Ponta do Adoxe auf Tróia und dient ausschließlich dem Personenverkehr. Die zweite Linie verbindet das Doca do Comércio in Setúbal mit Cais Sul in Grândola und dient auch dem Fahrzeugverkehr. Während die Reederei die Schiffe und das Personal stellte, blieb die Infrastruktur im Eigentum der APSS, die Wartung erfolgt durch die Reederei. Die Tarife werden durch die Reederei festgelegt, da keine staatlichen Mittel mit der Konzession verbunden sind.

## Betrieb der Fährlinien
Mit Betriebsaufnahme am 7. Oktober 2007 stellte die Reederei zunächst zwei eigens gebaute Doppelendfähren in Dienst, wartete auf zwei weitere bestellte Personenfähren und führte den Betrieb auch mit den zwei von Transado übernommenen Fähren Mira Praia und Rio Azul fort. Diese wurden erst 2009 außer Dienst gestellt, als die beiden neugebauten Katamarane bereits in Dienst gestellt waren.
Die beiden Doppelendfähren Rola Do Mar und Pato Real vom Typ MM70FE wurden 2007 auf der norwegischen Fiskerstrand Verft in Fiskarstrand gebaut. Die Schwesterschiffe sind 70,0 Meter lang, 13,7 Meter breit und mit 949 BRZ vermessen. Angetrieben von zwei Caterpillar-Dieselmotoren mit jeweils 820 kW erreichen sie eine Geschwindigkeit von 12 Knoten. Die Passagierkapazität beträgt 500 Personen. Die Fähren können 50 Pkw befördern. Die Strecke zwischen dem Doca do Comércio in Setúbal und dem Cais Sul in Grândola hat eine Länge von 6,5 Kilometern, die Überfahrt dauert 25 Minuten. Die Fähren verkehren zwischen 7.30 Uhr und 1.00 Uhr in der Regel im Stundentakt, in den Hauptverkehrszeiten auch alle 30 Minuten.

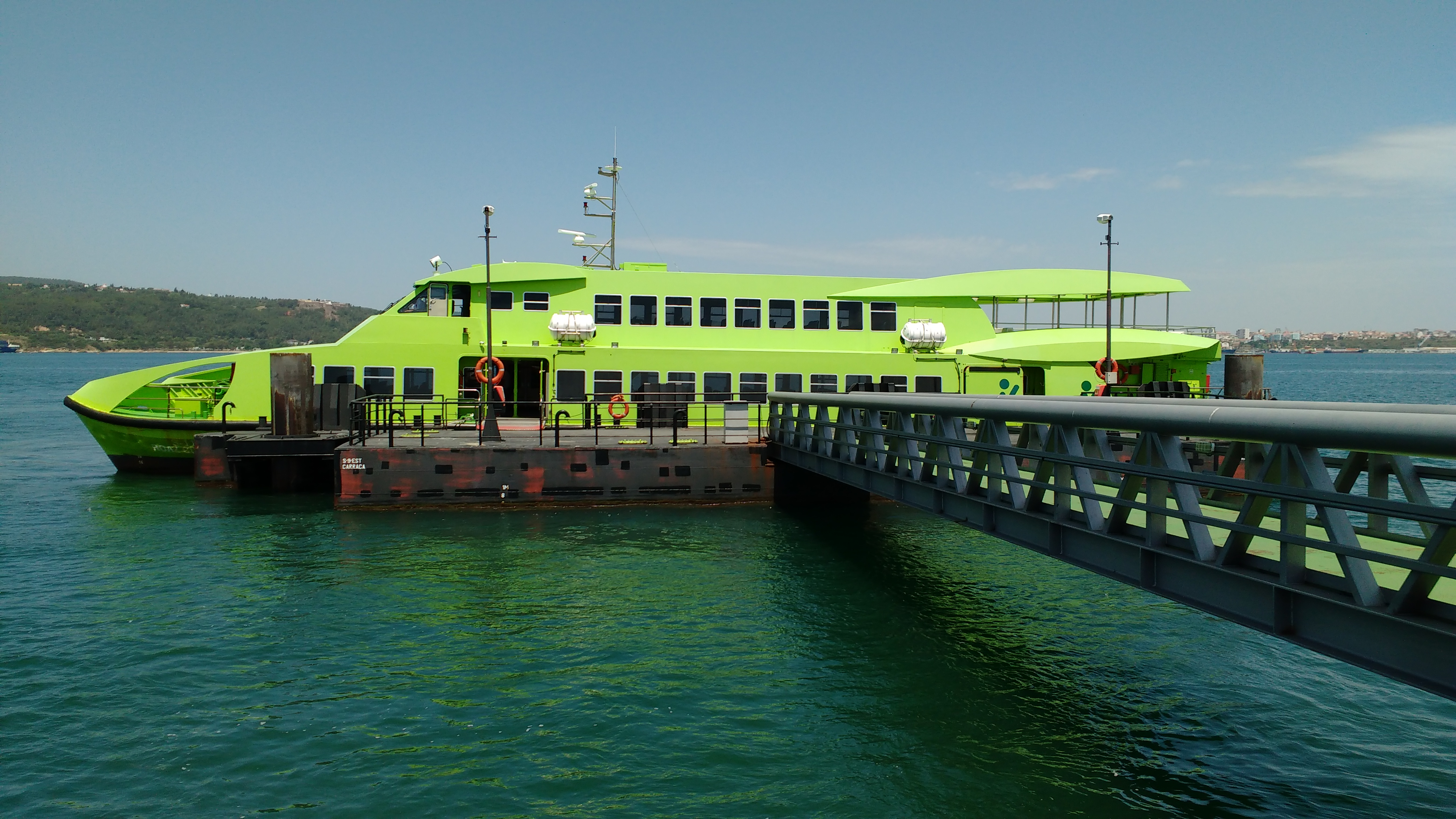
Katamaran der Reederei

Die 2008 in Betrieb genommenen Katamarane Garça Branca und Roaz Corvineiro sind ebenfalls Schwesterschiffe des britischen Entwurfs BMT Nigel Gee 40m-Ferry und wurden auf der portugiesischen Werft Estaleiros Navais de Peniche gebaut. Sie sind 40,45 Meter lang, 10,84 Meter breit und mit 454 BRZ vermessen. Angetrieben von zwei Caterpillar-Dieselmotoren mit jeweils 350 kW erreichen sie eine Geschwindigkeit von 12,5 Knoten. Die Passagierkapazität beträgt 350 Personen. Die Strecke zwischen dem Pier 3 in Setúbal und Ponta do Adoxe auf Tróia hat eine Länge von 2,8 Kilometern, die Überfahrt dauert 15 Minuten. Die Katamarane verkehren zwischen 6.30 Uhr und 0.30 Uhr in der Regel im Stunden-Takt.
Das Unternehmen beschäftigte zum 31. Dezember 2017 61 Mitarbeiter und beförderte in diesem Jahr 1.118.022 Passagiere. Nach Angaben der Reederei kommen dazu jährlich rund 230.000 beförderte Fahrzeuge.